# Рой Саарі
Рой Саарі (англ. Roy Saari, 26 лютого 1945 — 30 грудня 2008) — американський плавець.
Олімпійський чемпіон 1964 року.
Переможець Панамериканських ігор 1963 року.
Переможець літньої Універсіади 1965 року.